# Yvan Audouard
Yvan Audouard (27 de fevereiro de 1914 – 20 de março de 2004) é um jornalista francês.